# Лесніх
Лесніх (нім. Lösnich) — громада в Німеччині, розташована в землі Рейнланд-Пфальц. Входить до складу району Бернкастель-Віттліх. Складова частина об'єднання громад Бернкастель-Кюс.
Площа — 2,53 км2. Населення становить 451 ос. (станом на 31 грудня 2020).

## Галерея

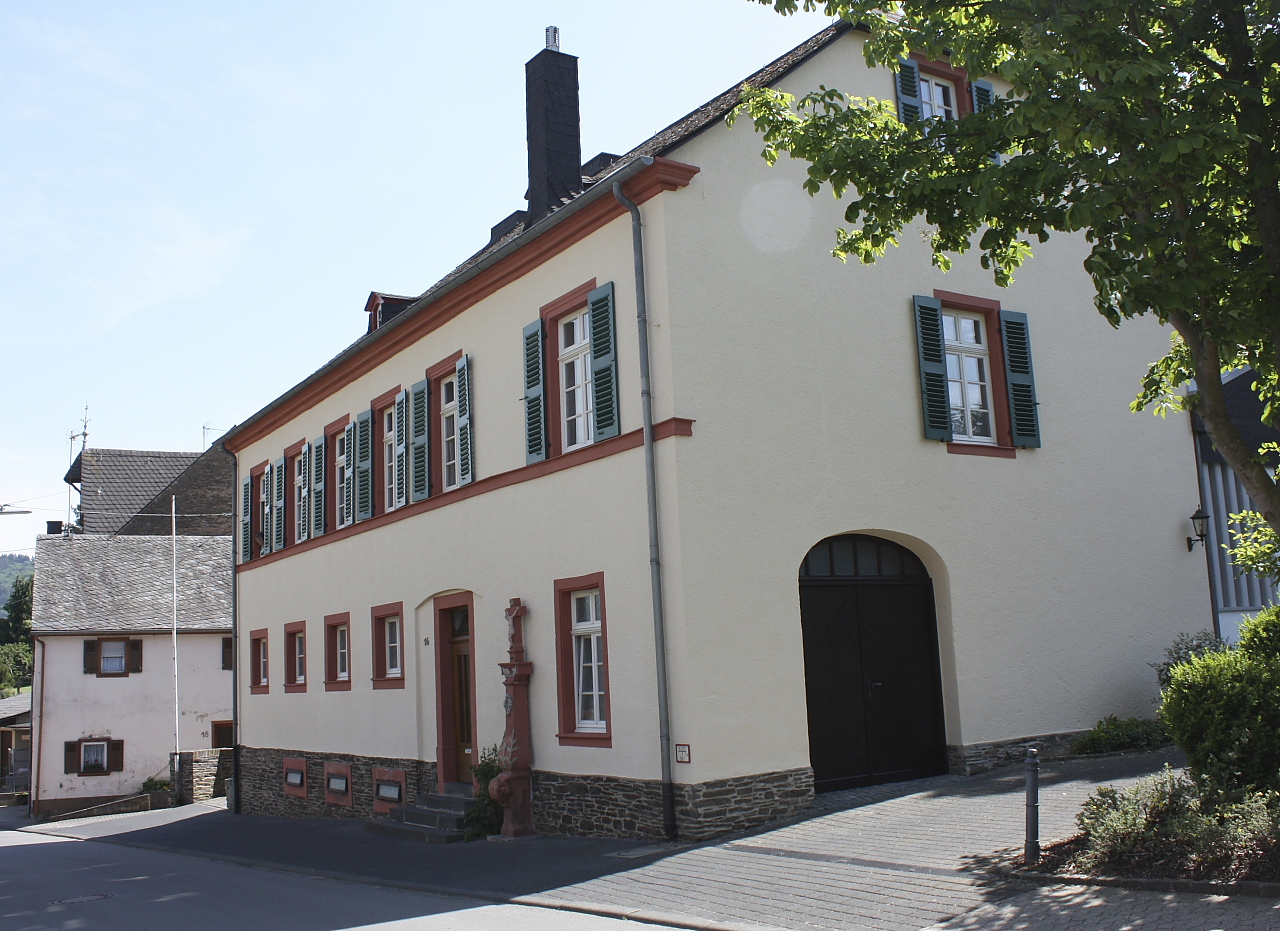
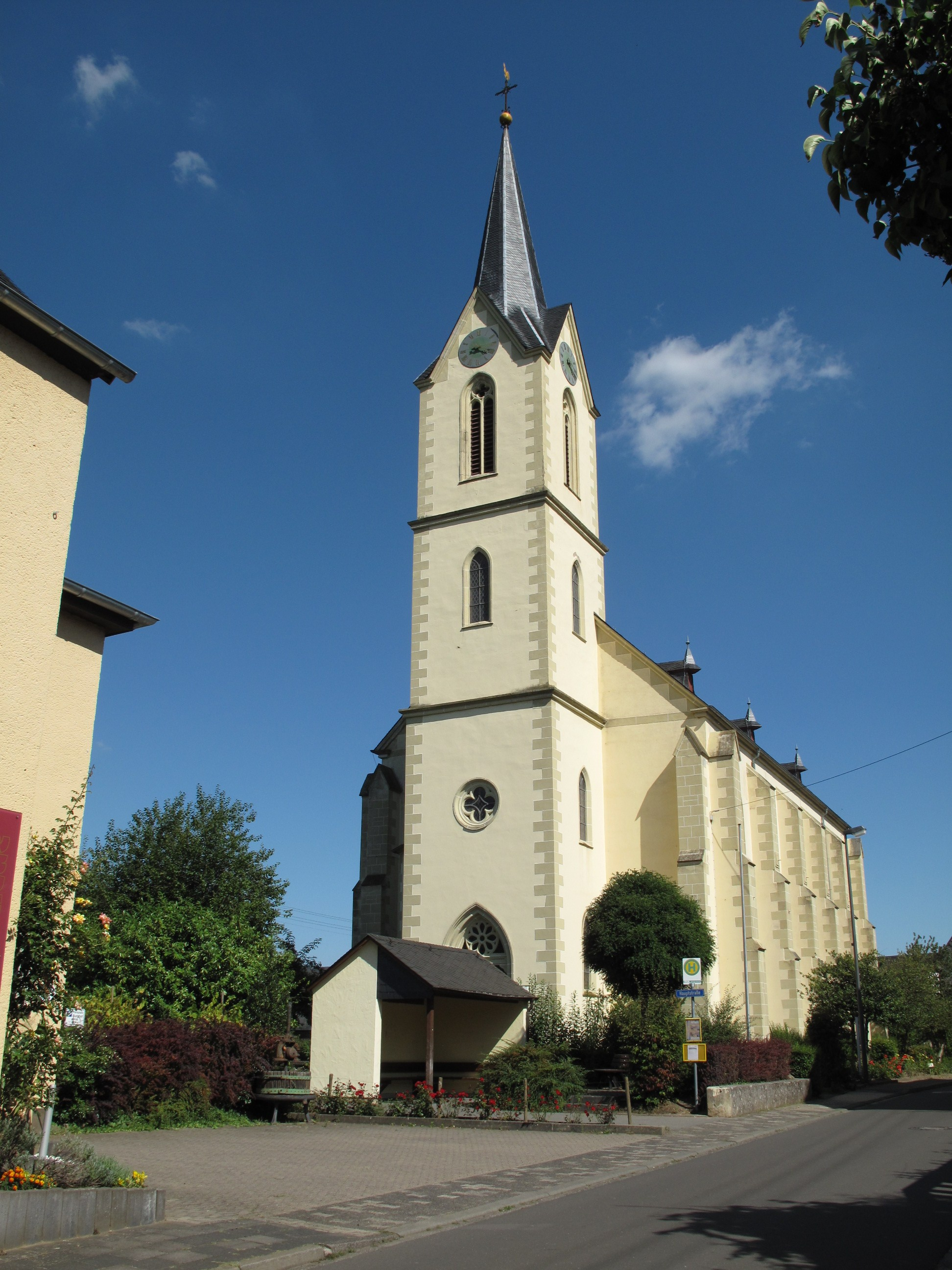